# Municipio de Sumner (Carolina del Norte)
El municipio de Sumner (en inglés: Sumner Township) es un municipio ubicado en el  condado de Guilford en el estado estadounidense de Carolina del Norte. En el año 2010 tenía una población de 8.971 habitantes.

## Geografía
El municipio de Sumner se encuentra ubicado en las coordenadas 35°58′24.49″N 79°50′49.12″O / 35.9734694, -79.8469778.